# Fritz Darges
Fritz Darges, född den 8 februari 1913 i Dülseberg, död den 25 oktober 2009 i Celle, var en tysk militär och Obersturmbannführer i Waffen-SS. Han var Adolf Hitlers SS-adjutant från mars 1943 till juli 1944.

## Biografi
Darges inträdde i SS 1933. Mellan 1936 och 1939 var han adjutant åt Martin Bormann. Under andra världskriget stred han i Frankrike 1940. I mars 1943 blev han personlig SS-adjutant åt Adolf Hitler; han var bland annat ansvarig för Eva Brauns säkerhet. Den 18 juli 1944 kallades Darges och flera andra till en militär överläggning med Hitler i Wolfsschanze. En fluga irriterade Hitler vid kartbordet och Darges gjorde sig lustig över detta. Hitler avskedade Darges omedelbart och kommenderade honom till östfronten.
Den 11 augusti 1944 utsågs Darges till chef för SS-Panzerregiment 5, som var underställt 5. SS-Panzer-Division Wiking. Han stred bland annat vid slaget om Budapest (29 december 1944 – 13 februari 1945). För sina insatser tilldelades han den 5 april 1945 Riddarkorset.
Darges greps av de allierade i början av maj 1945 och frisläpptes 1948. Darges var en av de sista överlevande från Hitlers innersta krets. Han efterlämnade ett manuskript om sin tid vid Führerns sida.